# DECODE
DECODE (por sus siglas en inglés DEcentralised Citizen Owned Data Ecosystem) es un proyecto, financiado por la Unión Europea orientado a fomentar la soberanía tecnológica de los ciudadanos de la Unión. Su objetivo principal es el desarrollo de un hub para dispositivos IOT que sea modular y con énfasis en la privacidad, corriendo sobre un sistema operativo libre y de código abierto. Este sistema se apoyará en una infraestructura blockchain de última generación.  

## Participantes
El proyecto, diseñado originalmente por Francesca Bria, está coordinado por el Institut Municipal d'Informàtica de Barcelona, y participan en él diferentes empresas, fundaciones e instituciones educativas, tanto públicas como privadas. Algunas de ellas son:
- ThoughtWorks LTD
- Nesta
- Stichting Dyne
- ThoughtWorks LTD
- Fundació per a la Universitat Oberta de Catalunya
- University College London

La lista completa de participantes puede consultarse en la página del proyecto de CORDIS

## Objetivos
El proyecto DECODE surge como respuesta a la preocupación por la creciente cantidad de datos personales que se almacenan de forma centralizada y sin control por parte del usuario en Internet. El creciente número de dispositivos conectados, especialmente tras la eclosión del internet de las cosas, hacen uso de servicios que, aun siendo gratuitos, condicionan su utilización a la obligatoriedad de compartir datos personales de los dispositivos y/o usuarios, a menudo sin ser éstos plenamente conscientes de qué datos se están compartiendo y con quién. Habitualmente estos datos quedan en manos de las grandes compañías de Internet, que hacen uso de ellos, ya sea para monetizarlos con su venta a terceros (anunciantes, etc.) como para alimentar a sus propios algoritmos de Inteligencia artificial.
El objetivo principal del proyecto es el desarrollo de alternativas prácticas que permitan gestionar estas plataformas de datos dentro de una arquitectura distribuida y abierta, donde se potencie la privacidad y el gobierno participativo. En este modelo los ciudadanos se convierten en actores centrales del control y la gobernanza del dato, pudiendo decidir, siguiendo el modelo de las licencias Creative Commons, qué derechos ceden y cuales permanecen privativos respecto a sus datos personales.
Los diferentes proyectos piloto tienen como objetivo la creación de un ecosistema descentralizado, donde hackers, emprendedores/as e innovadores/as en general, puedan usar la plataforma para construir sobre ella sus proyectos, creando así una masa crítica que construya el cambio a una economía descentralizada, sostenible y basada en el Procomun.

Así pues los objetivos del proyecto se pueden dividir en, por un lado, el desarrollo de la propia plataforma distribuida de gestión de datos y las herramientas digitales necesarias para su uso, y por otro en la construcción de comunidades alrededor de los diferentes proyectos. 
«DECODE impulsa un proceso de reapropiación de los datos por parte de la ciudadanía habilitando un control sobre quién, cómo y por qué razón los utiliza y qué resultados obtiene.Esta plataforma transversal, basada en tecnología blockchain, quiere favorecer una democratización de los datos que permita utilizarlos de manera común para mejorar a la sociedad. DECODE quiere incrementar la conciencia sobre el valor de los datos dentro de nuestra sociedad digitalizada.»

## Financiación
DECODE está financiado (4.987.673,75€) con fondos para la Investigación e innovación en la Unión Europea. El proyecto se enmarca en la Iniciativa para la Innovación en Red (ICT-12-2016) del programa europeo para el liderazgo tecnológico en tecnologías de información y comunicaciones (H2020-EU.2.1.1.) , parte del plan estratégico  Horizonte 2020 de la Comisión Europea.

## Arquitectura técnica
El 3 de enero de 2017 se publica la primera versión del documento que describe la arquitectura distribuida DECODE para el desarrollo de aplicaciones descentralizadas, orientadas a la privacidad y la soberanía del dato por parte de la ciudadanía. 
El documento de arquitectura incluye dos secciones, una en la que se describen los principios teóricos y prácticos sobre los que se fundamenta el proyecto y se ofrece una primera aproximación a la arquitectura, incluyendo algunos ejemplos de aplicaciones que podrían desarrollarse sobre ella. La segunda parte del documento recoge el diseño técnico de la cadena de bloques desarrollada específicamente para el proyecto, que, a diferencia de diseños para aplicaciones específicas, como bitcoin, permite la creación y ejecución de contratos inteligentes asegurando la integridad y la disponibilidad de la plataforma en su conjunto.
Todo el software desarrollado y desplegado para el proyecto se ejecuta sobre DECODE OS, un sistema operativo ad hoc, basado en la distribución Devuan GNU/Linux. La primera versión de DECODE OS se publicó en agosto de 2017 y puede descargarse desde https://files.dyne.org/decode/OS/ Archivado el 8 de enero de 2018 en Wayback Machine.
Aparte de servir como referencia para el desarrollo de aplicaciones para la plataforma, DECODE OS es el sistema operativo que ejecutan los nodos de la red peer-to-peer de DECODE y el código fuente para construirlo puede encontrarse en su repositorio de GitHub bajo licencia GPLv3.

## Proyectos piloto
Como metodología para su implementación se opta por comenzar con dos iniciativas piloto, que se desarrollarán en Barcelona y Ámsterdam y se centrarán en tres áreas temáticas concretas: la economía colaborativa, el Internet de las cosas y la democracia abierta y participativa. Se espera que los proyectos piloto comiencen a funcionar en 2018, aún no se han definido los casos de uso prácticos que se abordarán, pero se espera que sirvan para probar las tecnologías desarrolladas y validar las arquitecturas propuestas.